# Parsonsia ferruginea
Parsonsia ferruginea är en oleanderväxtart som beskrevs av J.B. Williams. Parsonsia ferruginea ingår i släktet Parsonsia och familjen oleanderväxter. Inga underarter finns listade i Catalogue of Life.